# Vnutrișnii Bir, Novhorod-Siverskîi
Vnutrișnii Bir (în ucraineană Внутрішній Бір) este un sat în comuna Vorobiivka din raionul Novhorod-Siverskîi, regiunea Cernihiv, Ucraina.

## Demografie
Componența lingvistică a localității Vnutrișnii Bir
     Rusă (98,21%)
     Ucraineană (1,79%)
Conform recensământului din 2001, majoritatea populației localității Vnutrișnii Bir era vorbitoare de rusă (98,21%), existând în minoritate și vorbitori de ucraineană (1,79%).